# 1373
Il 1373 (MCCCLXXIII in numeri romani) è un anno  del XIV secolo.

## Nati
- 23 febbraio - Niccolò Albergati, cardinale e vescovo cattolico italiano († 1443)
- 29 marzo - Maria d'Alençon, nobile († 1417)
- 31 marzo - Caterina di Lancaster, sovrana spagnola († 1418)
- 19 giugno - Francesco Foscari, doge († 1457)
- 2 agosto - Adolfo I di Kleve, nobile († 1448)
- 29 settembre - Margherita di Boemia († 1410)
- 30 novembre - Andrea Malatesta, condottiero italiano († 1416)
- Francesco Della Luna, politico e architetto italiano
- Ernesto di Baviera-Monaco, duca († 1438)
- Edoardo Plantageneto, II duca di York, duca († 1415)
- Rodolfo III di Sassonia-Wittenberg, duca († 1419)
- Thong Lan, sovrano siamese († 1388)

## Morti
- 16 gennaio - Humphrey di Bohun, VII conte di Hereford, conte (n. 1342)
- 16 maggio - Giovanni I d'Armagnac, nobile francese (n. 1306)
- 5 giugno - Luigi I di Neuchâtel, nobile svizzero (n. 1305)
- 20 giugno - Raimondo di Canillac, arcivescovo cattolico, religioso e cardinale francese
- 17 luglio - Giberto IV da Correggio, politico e condottiero italiano
- 23 luglio - Brigida di Svezia, religiosa e mistica svedese (n. 1303)
- 25 luglio - Magnus II di Brunswick-Wolfenbüttel, nobile tedesco (n. 1324)
- 9 agosto - Ibrahim Shah di Kedah, sultano malese
- 17 agosto - Ambrogio Visconti, condottiero italiano (n. 1344)
- 28 settembre - Guillaume de la Sudrie, cardinale e vescovo cattolico francese
- 16 ottobre - Étienne de Poissy, cardinale e vescovo cattolico francese
- 3 novembre - Giovanna di Valois, principessa francese (n. 1343)
- 6 novembre - John Thoresby, cardinale, arcivescovo cattolico e politico inglese (n. 1295)
- 7 novembre - Jean de Dormans, cardinale e vescovo cattolico francese
- 25 novembre - Guy de Boulogne, cardinale e arcivescovo cattolico francese (n. 1313)
- 11 dicembre - Ugolino Magalotti, religioso italiano
- Elisabetta di Boemia, nobile (n. 1358)
- Oliviero Forzetta, collezionista d'arte italiano
- Robert Le Coq, vescovo cattolico e politico francese (n. 1310)
- Pandolfo II Malatesta, condottiero italiano (n. 1325)
- Giovanni Manfredi, condottiero italiano (n. 1324)
- Allegretto Nuzi, pittore italiano
- Vitale da Bologna, vescovo cattolico italiano
- Costantino VI d'Armenia, sovrano armeno
- Ivan Stefan di Bulgaria, sovrano bulgaro (n. 1300)
- Bertrando di Castronovo, arcivescovo cattolico francese
- Ibn Kathir, storico e giurista arabo (n. 1301)

## Calendario
| Calendario 1373 | Calendario 1373 | Calendario 1373 | Calendario 1373 | Calendario 1373 | Calendario 1373 | Calendario 1373 | Calendario 1373 | Calendario 1373 | Calendario 1373 | Calendario 1373 | Calendario 1373 | Calendario 1373 | Calendario 1373 | Calendario 1373 | Calendario 1373 | Calendario 1373 | Calendario 1373 | Calendario 1373 | Calendario 1373 | Calendario 1373 | Calendario 1373 | Calendario 1373 | Calendario 1373 | Calendario 1373 | Calendario 1373 | Calendario 1373 | Calendario 1373 | Calendario 1373 | Calendario 1373 | Calendario 1373 | Calendario 1373 | Calendario 1373 |
| --------------- | --------------- | --------------- | --------------- | --------------- | --------------- | --------------- | --------------- | --------------- | --------------- | --------------- | --------------- | --------------- | --------------- | --------------- | --------------- | --------------- | --------------- | --------------- | --------------- | --------------- | --------------- | --------------- | --------------- | --------------- | --------------- | --------------- | --------------- | --------------- | --------------- | --------------- | --------------- | --------------- |
|                 | 1               | 2               | 3               | 4               | 5               | 6               | 7               | 8               | 9               | 10              | 11              | 12              | 13              | 14              | 15              | 16              | 17              | 18              | 19              | 20              | 21              | 22              | 23              | 24              | 25              | 26              | 27              | 28              | 29              | 30              | 31              |                 |
| Gennaio         | Sa              | Do              | Lu              | Ma              | Me              | Gi              | Ve              | Sa              | Do              | Lu              | Ma              | Me              | Gi              | Ve              | Sa              | Do              | Lu              | Ma              | Me              | Gi              | Ve              | Sa              | Do              | Lu              | Ma              | Me              | Gi              | Ve              | Sa              | Do              | Lu              |                 |
| Febbraio        | Ma              | Me              | Gi              | Ve              | Sa              | Do              | Lu              | Ma              | Me              | Gi              | Ve              | Sa              | Do              | Lu              | Ma              | Me              | Gi              | Ve              | Sa              | Do              | Lu              | Ma              | Me              | Gi              | Ve              | Sa              | Do              | Lu              |                 |                 |                 |                 |
| Marzo           | Ma              | Me              | Gi              | Ve              | Sa              | Do              | Lu              | Ma              | Me              | Gi              | Ve              | Sa              | Do              | Lu              | Ma              | Me              | Gi              | Ve              | Sa              | Do              | Lu              | Ma              | Me              | Gi              | Ve              | Sa              | Do              | Lu              | Ma              | Me              | Gi              |                 |
| Aprile          | Ve              | Sa              | Do              | Lu              | Ma              | Me              | Gi              | Ve              | Sa              | Do              | Lu              | Ma              | Me              | Gi              | Ve              | Sa              | Do              | Lu              | Ma              | Me              | Gi              | Ve              | Sa              | Do              | Lu              | Ma              | Me              | Gi              | Ve              | Sa              |                 |                 |
| Maggio          | Do              | Lu              | Ma              | Me              | Gi              | Ve              | Sa              | Do              | Lu              | Ma              | Me              | Gi              | Ve              | Sa              | Do              | Lu              | Ma              | Me              | Gi              | Ve              | Sa              | Do              | Lu              | Ma              | Me              | Gi              | Ve              | Sa              | Do              | Lu              | Ma              |                 |
| Giugno          | Me              | Gi              | Ve              | Sa              | Do              | Lu              | Ma              | Me              | Gi              | Ve              | Sa              | Do              | Lu              | Ma              | Me              | Gi              | Ve              | Sa              | Do              | Lu              | Ma              | Me              | Gi              | Ve              | Sa              | Do              | Lu              | Ma              | Me              | Gi              |                 |                 |
| Luglio          | Ve              | Sa              | Do              | Lu              | Ma              | Me              | Gi              | Ve              | Sa              | Do              | Lu              | Ma              | Me              | Gi              | Ve              | Sa              | Do              | Lu              | Ma              | Me              | Gi              | Ve              | Sa              | Do              | Lu              | Ma              | Me              | Gi              | Ve              | Sa              | Do              |                 |
| Agosto          | Lu              | Ma              | Me              | Gi              | Ve              | Sa              | Do              | Lu              | Ma              | Me              | Gi              | Ve              | Sa              | Do              | Lu              | Ma              | Me              | Gi              | Ve              | Sa              | Do              | Lu              | Ma              | Me              | Gi              | Ve              | Sa              | Do              | Lu              | Ma              | Me              |                 |
| Settembre       | Gi              | Ve              | Sa              | Do              | Lu              | Ma              | Me              | Gi              | Ve              | Sa              | Do              | Lu              | Ma              | Me              | Gi              | Ve              | Sa              | Do              | Lu              | Ma              | Me              | Gi              | Ve              | Sa              | Do              | Lu              | Ma              | Me              | Gi              | Ve              |                 |                 |
| Ottobre         | Sa              | Do              | Lu              | Ma              | Me              | Gi              | Ve              | Sa              | Do              | Lu              | Ma              | Me              | Gi              | Ve              | Sa              | Do              | Lu              | Ma              | Me              | Gi              | Ve              | Sa              | Do              | Lu              | Ma              | Me              | Gi              | Ve              | Sa              | Do              | Lu              |                 |
| Novembre        | Ma              | Me              | Gi              | Ve              | Sa              | Do              | Lu              | Ma              | Me              | Gi              | Ve              | Sa              | Do              | Lu              | Ma              | Me              | Gi              | Ve              | Sa              | Do              | Lu              | Ma              | Me              | Gi              | Ve              | Sa              | Do              | Lu              | Ma              | Me              |                 |                 |
| Dicembre        | Gi              | Ve              | Sa              | Do              | Lu              | Ma              | Me              | Gi              | Ve              | Sa              | Do              | Lu              | Ma              | Me              | Gi              | Ve              | Sa              | Do              | Lu              | Ma              | Me              | Gi              | Ve              | Sa              | Do              | Lu              | Ma              | Me              | Gi              | Ve              | Sa              |                 |